# Synechodontiformes
Ordre
Familles de rang inférieur
- † Palaeospinacidae
- † Orthacodontidae

Les Synechodontiformes constituent un  ordre éteint de requins préhistoriques.

## Liste des genres
Wikispecies liste une famille et 3 genres classés incertae sedis : 
- † Parascylloides ;
- † Polyfaciodus ;
- † Safrodus.

Fossilworks liste 2 familles et 4 genres non classés : 
- † Mucrovenator ;
- † Polyfaciodus ;
- † Rhomphaiodon ;
- † Safrodus.

Les espèces des différents genres se retrouvent dans des terrains datant du Permien à l'Éocène, avec une répartition mondiale.